# 泗安镇
泗安镇是中华人民共和国浙江省湖州市長興縣下辖的一个镇。
2012年5月29日，浙江省人民政府批复撤销二界岭乡建制，其行政区域并入泗安镇。调整后，泗安镇辖5个居民区、31个行政村，镇政府驻三里亭村。

## 行政区划
泗安镇下辖以下村级行政区划单位：
柴湾社区、影剧弄社区、平桥社区、上泗安社区、中泗安社区、新丰村、仙山村、五丰村、双联村、赵村、五里渡村、长丰村、庆丰村、长中村、三里亭村、钱庄村、禧祉村、兴隆村、玉泉村、师姑岗村、塔上村、黄巢村、管埭村、杨湾村、长潮村、新联村、凤凰村、皂山村、白莲村、初康村、罗家地村、毛家村、邱峰村、东村、太平村和二界岭村。